# Sphenomorphus darlingtoni
Sphenomorphus darlingtoni — вид сцинкоподібних ящірок родини сцинкових (Scincidae). Ендемік Папуа Нової Гвінеї. Вид названий на честь американського ентомолога Філіпа Дарлінгтона-молодшого.

## Поширення і екологія
Sphenomorphus darlingtoni мешкають в горах на сході Нової Гвінеї. Вони живуть у вологих тропічних лісах, на висоті від 1524 до 1829 м над рівнем моря.